# 例祭
例祭（れいさい）とは、神社で毎年行われる祭祀のうち、最も重要とされるもののことである。
例祭は年一回、多くは祭神や神社に特別の由緒のある日に行われる。例えば人物神を祀る神社ではその人物の誕生日や命日に例祭を行うことが多い。特に由緒のある日のない場合は、春祭りや秋祭りをもって例祭としている。例祭が行われる日は毎年一定で、みだりに変えることはできないものとされる。第二次世界大戦以降も、神社本庁被包括の神社については、例祭日を変更する場合は神社本庁の承認を受ける必要がある。

## 歴史
例祭という名称が使われ出したのは近世のことで、それ以前には大祭（おおまつり）、御祭（おんまつり）などと呼んだり、社名に祭をつけて春日祭、石清水祭などと呼んだりしていた。今でもこの呼称は神宮暦の内「小暦」に記されている。近世には、各地の名所図会などに「○○神社例祭○月○日」と記載されているのが見られ、その神社を代表する重要な祭を例祭と呼ぶことが定着していたことがわかる。
明治の神社制度においては、例祭は祈年祭・新嘗祭などとともに「大祭（たいさい）」に定められ、官国幣社・府県社・郷社および一部の村社（神饌幣帛料供進指定神社）には勅使あるいは幣帛供進使が参向して国・皇室から神饌幣帛料が供進された。
第二次世界大戦以降は、国からの幣帛供進制度は廃止されたが、勅祭社については例祭に際し勅使が参向する。それ以外の神社では、公的な幣帛供進制度に代わって神社本庁から「本庁幣」として献幣が行われている（ただし神社本庁被包括の神社に限る）。

## 名称
例祭は祭祀の分類の中で大祭（たいさい）に分類されることから、例祭のことを例大祭（れいたいさい）または大祭式例祭（たいさいしきれいさい）と呼ぶことがある。ただし、これは一般的には氏子中や町中での俗称であり、神社側の正式なものではないことが多い。神社の案内等に「○○神社例大祭」とある場合もあるが、これはあくまでも例祭として行われる祭の俗称である。決められた期間に行う式年祭と区別するために、毎年行うものを例大祭と称する地域もある。
その他、橿原神宮の例祭は「紀元祭」、石清水八幡宮の例祭は「石清水祭」といった具合で神社固有の名称を用いる場合もある。本来の例祭以外の祭祀についても、祭の名称に例祭を含んでいる場合（例えば、春季例祭と秋季例祭、摂末社例祭など）があるが、一つの神社について例祭は一つだけである。

## 例祭日の一例
| 神社              | 例祭日   |
| ----------------- | -------- |
| 橿原神宮          | 2月11日  |
| 春日大社          | 3月13日  |
| 大神神社          | 4月9日   |
| 香取神宮          | 4月14日  |
| 平安神宮          | 4月15日  |
| 大國魂神社        | 5月5日   |
| 出雲大社          | 5月14日  |
| 賀茂神社          | 5月15日  |
| 熱田神宮          | 6月5日   |
| 八坂神社          | 6月15日  |
| 氷川神社          | 8月1日   |
| 鹿島神宮          | 9月1日   |
| 石清水八幡宮      | 9月15日  |
| 太宰府天満宮      | 9月25日  |
| 物部神社_(大田市) | 10月9日  |
| 石上神宮          | 10月15日 |
| 明治神宮          | 11月3日  |